# سيرجي رخمانينوف
سيرجي رخمانينوف (بالروسية: Сергей Рахманинов) هو موسيقي روسي وأحد أعظم عازفي البيانو في تاريخ الموسيقى في القرن العشرين اشتهر بقيادته للفرق الموسيقية.

## حياته

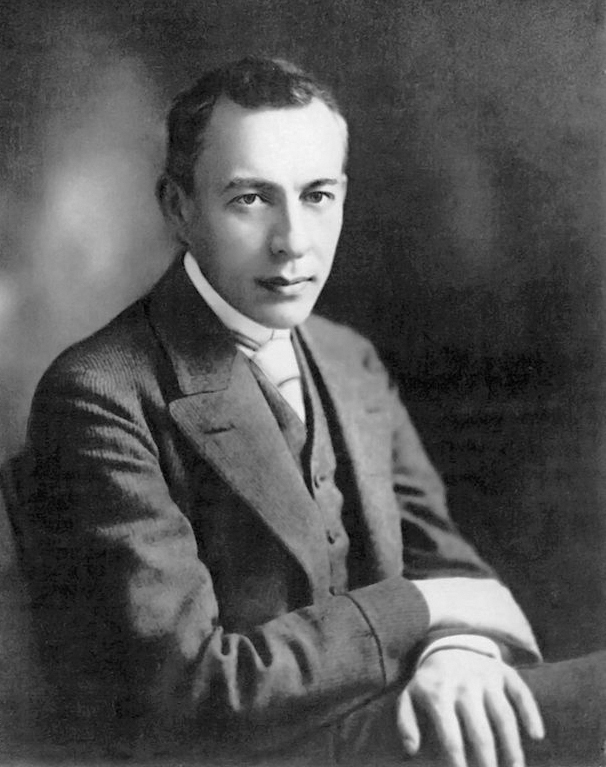
سيرجي رخمانينوف

ولد عام 1873 وتوفي 1943 وتكمن عظمته في تكنيكاته الأسطورية وأسلوبه الرومانسي المميز، وقد تأثر بشوبان وليست وتشايكوفسكي، والغريب أنه في عام 1954 اعتبر قاموس غروفز للموسيقى والموسيقيين رخمانينوف فاشلا وأن موسيقاه ستنتهي وتنسى. ولكن بعد ذلك أصبح مشهورا جدا، وخاصة الكونشرتو رقم 2 وعزف له أشهر الموسيقيين،
ويسمى بغ هاندز، لأن كفيه كبيرين جدا ويسيطر على مفاتيح البيانو، ويبلغ طوله 198 سم
يعتبر رحمانينوف من الموسيقيين الذي كان همهم التجديد في القرن التاسع عشر وكذلك شيكوفسكي الذي يعتبر رحمانينوف امتدادا له. تتلميذ رحمانينوف على يد ريمسكي كورسيكوف أحد عمالقة الموسيقى. كانت تتميز موسيقى رحمانينوف بالنفس الشرقي، وألُف رقصات شرقية للبيانو والشيلو.

## المرض والموت
رخمانينوف سقط مريضاً أثناء حفلة موسيقية في أواخر العام 1942 ومن بعد ذلك شخص بـورم ميلانيني.
تم إبلاغ عائلته ولكن لم يتم إبلاغه، في 1 فبراير 1943 هو وزوجته حصلوا على الجنسية الأمريكية. آخر حفلة موسيقية له كانت في الصالة الرياضية لـجامعة تينيسي في نوكسفيل. أصبح مريضاً جداً بعد هذه الحفلة حتى اضطر إلى الرجوع لمنزله في لاس فيغاس..
مات رخمانينوف من سرطان الجلد في 23 مارس 1943 في بيفرلي هيلز فقط قبل عدة أيام قبل حفلة عيد ميلاده الـ70.
في أغسطس 2015 أعلنت روسيا نيتها عن نقل قبر رخمانينوف إلى روسيا بحجة أن أمريكا أهملت القبر ولكن أحفاد رخمانينوف رفضوا ذلك بإدعاء أن رخمانينوف قد مات في الولايات المتحدة بعدما عاش عقود خارج روسيا.

## وصلات خارجية
- سيرجي رخمانينوف على موقع IMDb (الإنجليزية)
- سيرجي رخمانينوف على موقع الموسوعة البريطانية (الإنجليزية)
- سيرجي رخمانينوف على موقع مونزينجر (الألمانية)
- سيرجي رخمانينوف على موقع ألو سيني (الفرنسية)
- سيرجي رخمانينوف على موقع ميوزك برينز (الإنجليزية)
- سيرجي رخمانينوف على موقع قاعدة بيانات برودواي على الإنترنت (الإنجليزية)
- سيرجي رخمانينوف على موقع إن إن دي بي (الإنجليزية)
- سيرجي رخمانينوف على موقع أول ميوزيك (الإنجليزية)
- سيرجي رخمانينوف على موقع ديسكوغز (الإنجليزية)
- سيرجي رخمانينوف على موقع قاعدة بيانات الفيلم (الإنجليزية)